# Close-Knit
Close-Knit (Originaltitel: 彼らが本気で編むときは, dt. „Wenn es ihnen mit dem Stricken ernst ist“) ist ein japanischer Film aus dem Jahr 2017. Die Produktion handelt von einem Mädchen, dessen Mutter sie oft vernachlässigt und beim Onkel absetzt. Durch die neue Freundin ihres Onkels sowie einen Schulkameraden lernt das Mädchen, offen gegenüber queeren Personen zu werden.
Der Film feierte seine Premiere am 10. Februar 2017 auf der Berlinale und kam am 25. Februar in die japanischen Kinos. Close-Knit wurde danach auch auf anderen Filmfestivals aufgeführt, unter anderem dem Frameline Filmfestival, dem London Film Festival sowie dem Outfest.

## Handlung
Die elfjährige Tomo Ogawa lebt mit ihrer alleinerziehenden Mutter Hiromi in einer kleinen Wohnung in einer japanischen Stadt. Hiromi vernachlässigt Tomo häufig und hat sehr oft kurze Beziehungen zu Männern. Tomo bleibt deswegen manchmal tage- oder auch wochenlang bei Hiromis Bruder Makio, während ihre Mutter Zeit mit ihrem neuen Freund verbringt. Ihr Onkel kümmert sich gut um Tomo, die sich in der Zwischenzeit an ihre unkonventionellen familiären Umstände gewohnt hat, dafür leidet sie unter den Hänseleien ihrer Mitschüler, die sie für ihre Armut und die Tatsache, keinen Vater zu haben, jeden Tag verspotten.
Eines Tages geht Tomo erneut zu Makio, der seiner Nichte eröffnet, eine Freundin gefunden zu haben. Rinko sei eine besondere Frau, was sich auf ihre Transidentität bezieht. Obwohl sich Tomo gegenüber Rinko eher abweisend verhält, ist diese von dem Mädchen begeistert. Sie beginnt, Muttergefühle für Tomo zu entwickeln und legt eine Art von Fürsorge an den Tag, die das Mädchen bislang nicht kannte. So bereitet Rinko ihr für die Schulpause Bentō zu, bringt sie abends ins Bett und hilft ihr morgens, sich die Haare zu richten, was Hiromi noch nie für ihre Tochter getan hat. Durch Rinkos liebevolles Verhalten beginnt Tomo langsam, sie zu mögen, obgleich sie ihre Geschlechtsidentität immer noch verunsichert.
Rinko begegnet durch ihre Arbeit als Pflegerin in einem Altenheim oft Sayuri, Makios an Demenz leidender Mutter. Als Tomo eines Tages mit ihrem Onkel ihre Großmutter besucht, hält diese sie für Hiromi, zu der sie seit Jahren keinen Kontakt mehr hat. Als Tomo Makio fragt, ob sich Hiromi und Sayuri hassen, verneint dieser, die beiden verstünden sich lediglich nicht besonders gut, was aber kein Hass sei. Kurz darauf kommt Tomo in der Schule mit ihrem Klassenkameraden Kai ins Gespräch, der ebenso wie sie keine Freunde hat. Er gesteht ihr, in den Jungen Ono verliebt zu sein. Tomo zögert daraufhin, sich mit ihm anzufreunden, da er von den anderen Kindern aufgrund seiner Homosexualität gemobbt wird, obwohl er sie als einziger Mitschüler freundlich behandelt. Allerdings lernt Tomo dank Rinko, queere Personen zu akzeptieren, weswegen sie beim Einkaufen Kais konservative Mutter Naomi angreift, nachdem diese gegenüber Rinko eine transphobe Bemerkung macht.
Für Tomo ist Rinko nun eine Art Ersatzmutter, die beiden bilden mit Makio eine glückliche Familie. Rinko bringt den beiden zudem Stricken bei, was sie selbst zur Entspannung tut, wenn sie traurig oder wütend ist. Auch mit Kai verbringt Tomo immer mehr Zeit, allerdings müssen sie dies heimlich tun, weil Naomi ihren Sohn den Umgang mit Tomo verboten hat. Eines Tages versucht Kai, sich das Leben zu nehmen, überlebt aber und wird ins Krankenhaus eingeliefert. Tomo besucht ihn unerkannt, wo er ihr erklärt, dass Naomi einen seiner Liebesbriefe an Ono gefunden und in den Müll geworfen hat. Naomi habe ihn im Streit auch als unmoralisch bezeichnet und gefragt, warum er überhaupt noch lebe. Als sich Kai fragt, ob seine Mutter vielleicht Recht hatte, antwortet Tomo aufgebracht, dass mit ihm alles in Ordnung sei und Naomi im Unrecht liege.
Schließlich kehrt Hiromi zurück und will Tomo wieder zu sich nehmen. Nachdem Makio seiner Schwester erklärt, zusammen mit Rinko Tomo adoptieren zu wollen, reagiert Hiromi erbost, als ihr Bruder sie mit ihren Fehlern als Mutter konfrontiert. Sie behauptet, dass Rinko nie eine gute Mutter für Tomo sein könne, weil sie weder mit ihr verwandt noch eine echte Frau sei. Tomo verteidigt Rinko daraufhin und kritisiert Hiromi für ihre Vernachlässigungen scharf. Hiromi will unter Tränen weglaufen, wird aber von Tomo aufgehalten, die ihr verspricht, mit ihr nach Hause zu gehen und von Rinko ein Abschiedsgeschenk erhält. Danach fahren die beiden mit dem Taxi weg, worauf Rinko im Wohnzimmer weinend zusammenbricht und von Makio getröstet wird, während Tomo zuhause Rinkos Geschenk auspackt, zwei ihrer Strickwaren.

## Produktion
Naoko Ogigami hatte die Idee zum Film, als sie 2015 einen Zeitungsartikel über eine Jugendliche las, die von ihrer Mutter, als sie ihr gestand, trans zu sein und sich Brüste zu wünschen, einen selbst angefertigten, falschen Busen erhielt. Da sich Ogigami ohnehin seit ihrer Jugend nach einem Aufenthalt in den Vereinigten Staaten über die niedrige Sichtbarkeit queerer Personen in Japan wunderte, beschloss sie, sich mit der Mutter zu treffen. Nach ihrer Begegnung verfasste Ogigami schließlich basierend auf dieser Mutter-Tochter-Beziehung das Drehbuch.
Ogigami baute das Motiv des Strickens in die Handlung ein, nachdem sie in einem Buch Fotos eines homosexuellen Paars sah, das vor seinem Haus zusammen strickte. Diese Bilder hätten sie inspiriert, über Strickkunst zu recherchieren, wobei sie etwas über verschiedene Strick-Richtungen herausfand, deren Künstler das Klischee, Stricken sei eine typische Beschäftigung für ältere Frauen, zu widerlegen versuchen. Zudem wisse sie aus eigener Erfahrung, dass Stricken eine beruhigende Wirkung und somit gut in die Handlung gepasst habe. Ihr kam schließlich der Einfall, die trans Hauptfigur als Zeichen des selbstbewussten Umgangs mit ihrer Geschlechtsidentität Geschlechtsorgane stricken zu lassen. Der Handlungsstrang um Kai, der sich nach einem Streit mit seiner Mutter aufgrund eines Liebesbriefs einen Suizidversuch unternimmt, basierte laut Ogigami auf einem Blogeintrag über einen jungen Mann, der sich aus ebenjenem Grund das Leben nahm.
Nachdem Ogigami das Drehbuch fertig geschrieben hatte, bat sie Kumi Kobata, mit der sie bereits in der Vergangenheit zusammenarbeitete, die Produktion zu finanzieren. Da Firmen, die Ogigamis vorherige Werke produziert hatten, ablehnten, wandte sich Kobata stattdessen an einen Bekannten und Angestellten der Werbeagentur Dentsū, der das Drehbuch an die Organisation Johnny & Associates weitergab, die mit männlichen Künstlern zusammenarbeitet. Da zwei bekannte Klienten Interesse am Film bekundeten, erklärten sich Dentsū und Johnny & Associates schließlich bereit, diesen zu finanzieren.
Allerdings gestaltete sich das Casting schwierig, da es zum damaligen Zeitpunkt keine offen trans Schauspielerinnen in Japan gab. Aus diesem Grund wurde der männliche, cisgender Schauspieler Toma Ikuta für die Rolle verpflichtet. Ogigami habe ihn gewählt, da sie in der Vergangenheit einen seiner Filme gesehen und seine Attraktivität in Erinnerung behalten habe. Dies sei wichtig gewesen, da Rinko der realen Frau, auf der sie basierte, so ähnlich wie möglich aussehen sollte. Zur Vorbereitung auf die Rolle führte Ikuta, der in Close-Knit zum ersten Mal eine Frau spielte, mehrere Gespräche mit trans Personen. Am Set erhielt er zudem Anweisungen eines Experten für Körperhaltung, um sich feminin zu bewegen und zu verhalten. Als Protagonistin Tomo wurde die Newcomerin Rinka Kakihara verpflichtet. Nach einem Casting mit mehr als 100 Mädchen wählte Ogigami sie aus, da sie ein gutes Gespür fürs Schauspielern und die Regieanweisungen schnell sowie einfach verstanden habe.

## Rezeption
In der Internet Movie Database erreichte der Film eine Bewertung von 7,0 von zehn Sternen basierend auf 1.294 abgegebenen Stimmen. Auf Rotten Tomatoes beträgt der Kritiker-Wert 100 Prozent, die Wertung der Zuschauer 89 Prozent.
Laut Katrin Doerksen von der Kino-Zeit zeige ein höchst detailliertes Interesse sowohl am Szenenbild als auch den Figuren. Allerdings habe die Produktion nicht den Mut, eine gesamtgesellschaftliche Perspektive einzunehmen, sondern suche Lösungen lieber im Privaten. Die stärksten Momente in Close-Knit seien die, in denen das Mitgefühl des Publikums erweckt werden solle, bei negativen Emotionen und Konflikten in der Familie der Protagonistin verfolge die Produktionen stattdessen die Devise, Ärger zu ignorieren und sich nicht anmerken zu lassen. Diese Einstellung sei zwar würdevoll, aber für Veränderungen in der japanischen Gesellschaft ungeeignet. Shino Nagata lobte in ihrer Kritik für das Goethe-Institut die Ruhe, mit der die Geschichte erzählt werde. Die Ess- und Strick-Szenen seien zwar für das Publikum oft lustig und heiter, am eindrucksvollsten und zugleich beklemmend seien jedoch die Stellen, in denen gezeigt werde, dass Verständnis und Akzeptanz zwar sehr einfach, zugleich aber auch so schwer seien.
Mark Schilling lobte Ogigami in der The Japan Times für ihre schrittweise Dekonstruktion in Japan weitverbreiteter, queeren Personen geltenden Vorurteilen. Obgleich viele Szenen realitätsfremd seien, werde die trans Protagonistin als vielschichtig statt einer wie in japanischen Filmen üblichen schrillen Karikatur dargestellt, ihre nicht immer einfache Situation sei zudem frei von jeglichem Feel-Good-Optimismus. Diese überzeugende Figurenzeichnung gelinge auch dank des vielseitigen Darstellers Toma Ikuta. Richard James Havis bezeichnete die Produktion in der South China Morning Post als feinfühlig und herzerwärmend, der Film behandle ernste Themen wie Diskriminierung und Ignoranz, ohne dabei für die Handlung unnötige Konflikte aufzubauen. Ikuta überzeuge in seiner Rolle mit ruhiger Stärke und Zuversicht, während Rinka Kakihara überaus reif spiele und vor allem in ihrer Mimik und Gestik ausdrucksstark sei.
Guy Lodge bezeichnete den Film in der Variety als einfühlsame Zelebration alternativer Familienstrukturen. Die Produktion erinnere dank seines emotionalen Anreiz an Publikumslieblinge von Hirokazu Koreeda, Naoko Ogigami erkunde mit ruhiger Aufrichtigkeit alternative sexuelle und geschlechtliche Identitäten. Laut Lodge sei der Film zwar etwas zu lang, stelle aber dennoch ein nuanciertes Familienporträt dar, bei dem Mitgefühl und Konflikte ausgeglichen seien. Laut Wendy Ide von Screen Daily sei Close-Knit mit Absicht nicht streitlustig und auch sanftmütiger als andere Produktionen über trans Thematiken, die Behandlung des Themas aber gleichzeitig plump. Femininität werde im Film zudem auf Häuslichkeit reduziert, was reduktiv sei, auch wirke Ikuta zuweilen in seiner Rolle unbehaglich. Die Produktion sei dennoch behutsam und empathisch.

## Auszeichnungen und Nominierungen (Auswahl)
Internationale Filmfestspiele Berlin 2017
- Auszeichnung: Spezial-Teddy Award der Jury[16]

- Nominierung: Publikumspreis der Sektion Panorama in der Kategorie Fiktion[17]

Queer Lisboa 2017
- Auszeichnung: Publikumspreis für den Besten Spielfilm